# صورت‌گرایی علمی
فرم‌گرایی علمی، صورت‌گرایی علمی یا فرمالیسم علمی (به انگلیسی:Scientific formalism) خانواده ای از رویکردها برای ارائه علم است. صورت‌گرایی علمی عنوان بخش مهمی از روش علمی به ویژه در علوم فیزیکی تلقی شود.

## سطوح فرمالیسم
سطوح مختلفی از فرمالیسم علمی ممکن است. در پایین‌ترین سطح، فرمالیسم علمی به شیوه نمادین ارائه اطلاعات می‌پردازد. برای دستیابی به فرمالیسم در یک نظریه علمی در این سطح، باید با مجموعه ای از بنداشت‌های به خوبی تعریف شده شروع کرد و پس از آن از یک دستگاه صوری پیروی کرد.
در تضاد، در سطوح بالاتر، فرمالیسم علمی شامل بررسی خود بنداشت‌ها نیز می‌شود که در آن می‌توان به سؤالات هستی‌شناسی پرداخت. برای مثال، می‌توان در سطوح پایین فرمالیسم، ویژگی به نام «وجود یا وجودیت» را تعریف کرد. با این حال، در سطوح بالاتر، این سؤال که آیا یک الکترون به همان معنایی که «یک باکتری وجود دارد وجود دارد یا خیر» هنوز باید حل شود.
همچنین برخی از نظریه‌های صوری عملی در مورد فکت‌ها ارائه شده‌است.